# Ԝ
Ԝ, ԝ (en cursiva Ԝ, ԝ) es una letra del alfabeto cirílico, homoglifa de la latina uve doble (w). Es usada en el idioma kurdo, y en algunos dialectos del yagnobi.

## Códigos
| Codificación de caracteres | Tipo      | Decimal | Hexadecimal |
| -------------------------- | --------- | ------- | ----------- |
| Unicode                    | Mayúscula | 1308    | U+051C      |
| Unicode                    | Minúscula | 1309    | U+051D      |
| UTF-8                      | Mayúscula | 212 156 | D4 9C       |
| UTF-8                      | Minúscula | 212 157 | D4 9D       |